# Shinsegae

Republik Korea Gwangju Shinsegae

Shinsegae ist eine südkoreanische Unternehmensgruppe mit Sitz in Seoul, die unter anderem in Korea unter dem Namen Shinsegae Warenhäuser im gehobenen Segment sowie unter dem Namen Emart in Südkorea und China Kaufhäuser im unteren Preissegment betreibt. Der Name Shinsegae bedeutet Neue Welt.

## Geschichte

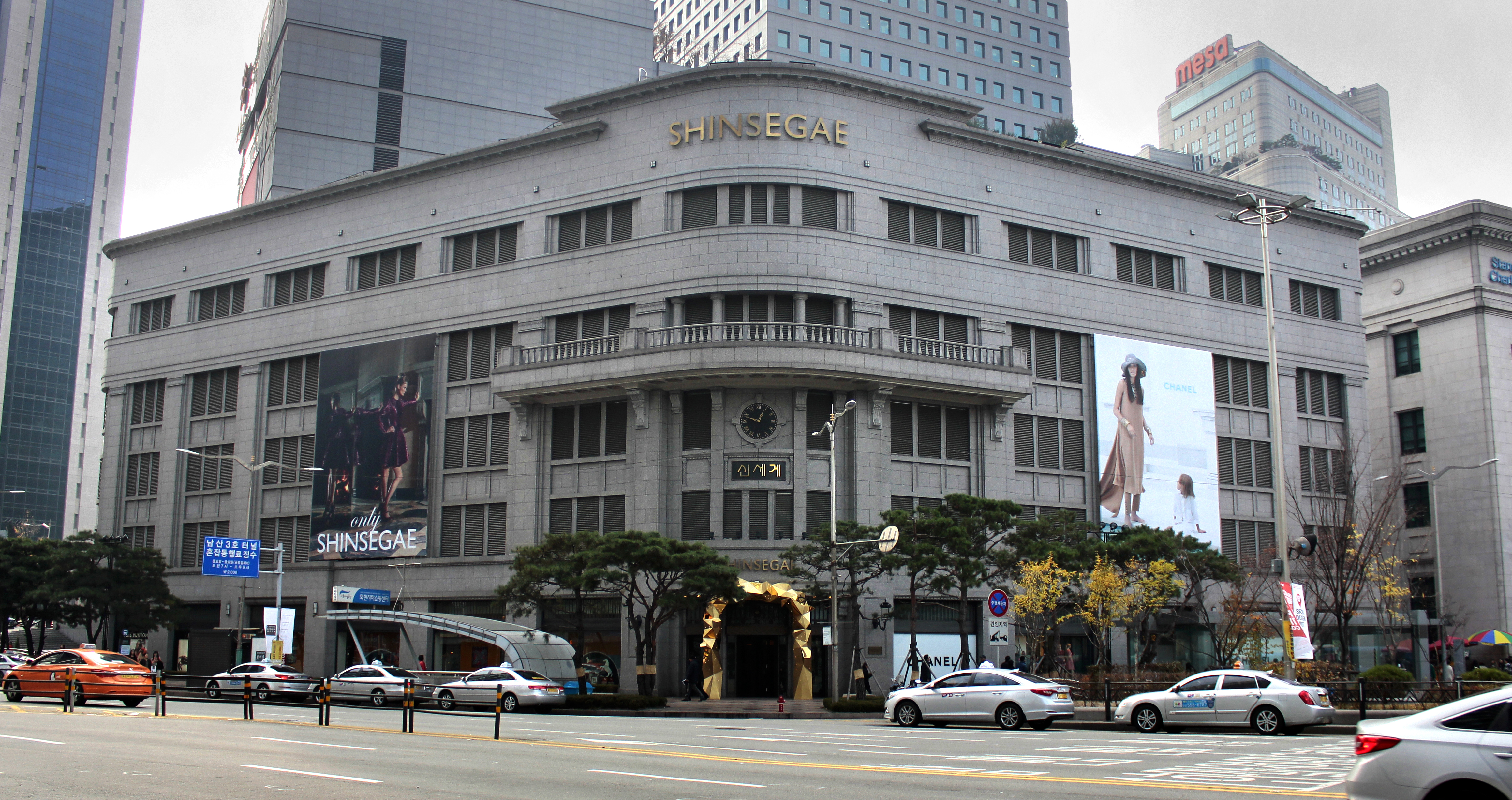
Der 1930 erbaute Sitz des Unternehmens in Seoul

Ursprünglich war das Unternehmen 1930 als Filiale des japanischen Unternehmens Mitsukoshi gegründet worden. Das hierfür errichtete Gebäude in Seoul dient noch heute als Firmensitz der Shinsegae Group. Nach dem Zweiten Weltkrieg wurde das Warenhaus von Koreanern weitergeführt, 1955 nach der Beteiligung einer Versicherungsgruppe in Donghwa-Kaufhaus umbenannt und im November 1963 nach der Übernahme durch die Samsung Group als Shinsegae Warenhaus weitergeführt.
1983 übernahm Shinsegae das Westin Chosun Hotel in Seoul. Im August 1985 erfolgte der Börsengang in Seoul. Im November 1991 wurde das Unternehmen aus der Samsung-Gruppe ausgegliedert und wurde selbständig. Im gleichen Jahr wurde die Shinsegae Engineering & Construction Co., Ltd. gegründet, um künftig Bauprojekte im Einzelhandelsbereich zu übernehmen. 1993 wurde das erste e-mart-Geschäft im Seouler Stadtteil Changdong eröffnet. 1995 wurde die Shinsegae Food Co., Ltd. etabliert, die Lebensmittelmärkte in Korea betreibt. Seit 1996 steuert die Shinsegae International Co., Ltd. den Vertrieb von internationalen und koreanischen Designer-Modemarken in Korea. 1997 wurde in Shanghai das erste e-mart-Geschäft in China eröffnet. Im gleichen Jahr ging die Shinsegae-Gruppe mit Starbucks ein Joint-Venture ein, um in Korea Starbucks-Ladengeschäfte zu betreiben. Die Tochtergesellschaft Shinsegae I&C Co., Ltd. wurde als IT-Anbieter gegründet. Seit 2005 verwaltet die Shinsegae Chelsea Co., Ltd. in Zusammenarbeit mit der amerikanischen Simon Property Group Factory Outlet-Centers in Korea. 2006 wurden drei weitere e-mart-Läden in China eröffnet.

## Die Shinsegae-Gruppe heute
2014 besaß das Unternehmen um die 15 gehobene Shinsegae-Kaufhäuser in Korea sowie 140 e-Mart-Discounter in Korea und sechs in China. Die Umsatzerlöse betrugen 2006 6,5 Billionen Won; 2010 waren es 14,5 Billionen bei einem Reingewinn von mehr als einer Billion Won. Direkte Wettbewerber in Korea sind Lotte Shopping und die Hyundai Department Store Group. Shinsegae beschäftigte im Dezember 2004 16.383 Mitarbeiter. 2010 arbeiteten bei der Shinsegae-Sparte 3.031 Mitarbeiter, und e-mart zählte 12.893 Beschäftigte
Am 22. Mai 2006 teilte das Unternehmen mit, dass es die 16 koreanischen Wal-Mart-Märkte mit 3.300 Mitarbeitern für 882 Mio. US-Dollar (ca. 690 Mio. Euro) übernehmen und in E-Marts umwandeln werde. E-mart ist der größte Einzelhändler in Südkorea mit einem Marktanteil von etwa 30 Prozent (Stand 2006) und etwa 9.000 Mitarbeitern.
Präsidentin der Unternehmensgruppe ist Lee Myung-hee. Sie ist die Tochter des Samsung-Gründers Lee Byung-chull und die jüngere Schwester von Lee Kun-hee, dem Präsidenten von Samsung Electronics. CEO und Vizepräsident ist ihr Sohn Chung Yong-jin.
Seit 2009 gilt das Shinsegae Centumcity Department Store Warenhaus in Busan auf 293.905 m² als das größte der Welt. 2015 existierten an die 15 Shinsegae-Warenhäuser in Korea, darunter eine Filiale am Flughafen Incheon und zwei kleinere Shinsegae Style Markets innerhalb von E-Marts (letztere werden auch von E-Mart verwaltet). 2011 wurde eine Trennung in die Emart Co., Ltd. (Discounter) und die Shinsegae Department Store Co., Ltd. (Edel-Warenhäuser) vollzogen. Seither sind beide Unternehmen Tochtergesellschaften der übergeordneten Shinsegae Group.
Anfang 2016 verkündete Südkoreas größte Einzelhandelsgruppe im selben Jahr noch 3,4 Mrd. US-Dollar zu investieren und 14.400 zusätzliche Mitarbeiter einzustellen.

## Geschäftsbereiche
Zu den Geschäftsbereichen der Shinsegae-Gruppe gehören:
- Einzelhandel
  - Shinsegae Co.,Ltd. mit zehn großen Warenhäusern (Department Stores) im gehobenen Segment (vergleichbar mit KaDeWe in Deutschland).
  - Emart Inc. mit den 165 Hypermärkten (15 davon in China). Hypermärkte sind Lebensmittelgeschäfte, wo zusätzlich auch andere Güter (Kleidung, Schuhe, Sportartikel usw.) angeboten werden.
  - Everyday Retail Co, Ltd. mit 127 Supermärkten. Vergleichbar mit REWE und EDEKA in Deutschland.
  - Shinsegae Simon Co, Ltd. ist ein Joint Venture mit der US-amerikanischen Simon-Property-Gruppe. Das Unternehmen betreibt Geschäfte mit Luxusgütern an drei Standorten.

- Mode
  - Shinsegae International Co, Ltd. importiert ausländische Premiummode und verkauft über die Warenhäuser in der Gruppe. Außerdem stellt das Unternehmen eigene Marken wie VOV, G-Cut und Tomboy her und vermarktet sie.

- Hotelgewerbe
  - Shinsegae Choson Hotel Co, Ltd. gehören zwei große Hotels mit Restaurant- und Office-Service. Außerdem gehört ein Dutyfreeshop zum Unternehmen.

- Lebensmittel- und Getränke
  - Shinsegae Food Co, Ltd. stellt Lebensmittel her, verteilt und vermarktet es.
  - Starbucks Korea Co, Ltd. ist ein Joint Venture zwischen Shinsegae und Starbucks.
  - Shinsegae B&L Co, Ltd. bietet Premiumweine (z. B. G7, De Martino, Meo Camuzet, Kathryn Kennedy) und Biere (z. B. Warsteiner, Staropramen, Jever) an.

- Infrastruktur
  - Shinsegae I&C Co, Ltd. ist ein ICT-Entwickler und Service-Anbieter.
  - Shinsegae Engineering & Construction Co, Ltd. ist der in Südkorea führendes Unternehmen für Bauprojekte von Mehrzweckeinkaufszentren.

- Mehrzweckeinkaufszentren

Es sind mehrere Mehrzweckeinkaufszentren (Kaufhäuser, Unterhaltungseinrichtungen, Restaurants, Bars usw.) geplant.